# Distrito de Saposoa
El distrito de Saposoa es uno de los seis que conforman la provincia del Huallaga en el departamento de San Martín en el Norte del  Perú.
Desde el punto de vista jerárquico de la Iglesia católica forma parte de la Prelatura de Moyobamba, sufragánea de la Metropolitana de Trujillo y encomendada por la Santa Sede a la Archidiócesis de Toledo en España.

## Historia
Al igual que todos los pueblos Saposoa tiene su historia.
Es conocida como:"'La Ciudad de las Colinas'"

### Origen del nombre
La ciudad de Saposoa, opta el nombre por una leyenda que existe del Saposua, (Sapo Ladrón), dice que una vez unos cazadores llegaron a la Cocha grande a Cazar animales, después de la Faena, se pusieron a descansar y uno de ellos se sacó las botas, cuando se despertaron no encontraron las botas en el lugar; todos muy preocupados se pusieron a buscarlas, a unos cinco metros aproximadamente, uno de ellos encontró las botas que estaba siendo arrastrado por un inmenso sapo, al ver esto el cazador exclamo: Sapo sua, Sapo sua; que en quechua quiere decir sapo ladrón. Y con el transcurrir del tiempo el pueblo adquirió también ese nombre.
Hoy en día, tanto el pueblo como el río se llaman Saposoa; este río abastece con sus aguas, todo el valle del Huallaga, antiguamente fue llamado Saposua y comúnmente se le conoce con el nombre del río Sapo, el mismo que tiene sus orígenes en el río Porotongo y que vierten sus aguas de los dos cerros escarpados de Jebir (Provincia de Rodríguez de Mendoza, Dpto. de Amazonas).
Los pobladores crean sus propias leyendas para darle identidad, incluso sobre las razones de su fundación o la toponimia; y con respecto 
a Saposoa, el pachicino Javier Cosavalente Galán, sostiene que, el pueblo de Saposoa (originalmente) haya sido fundado en 1559(años menos o años más) en la llanura del hoy distrito de Buenos Aires-Provincia de Picota, y que el nombre se debía a la etnia llamada "Los Soposoas", y que probablemente  haya sido un grupo perteneciente a la etnia de los Cascabosoas( hoy territorio chazutino), y que distaba no muy lejos de este último grupo. Este pueblo desapareció a causa de la sangrienta lucha que tuvieron con la etnia de los Opirotas.  Décadas después se funda el actual pueblo Saposoa,a tres días de camino del sitio original, sin embargo en este territorio se había asentado la etnia de los Porontos, y éstos a su vez colindaban con la etnia de los Juanuncos(ancestros de los Juanjuinos); esta versión el historiador los sustenta con base en las crónicas de Martín de la Riva Herrera ,de 1653.

### Desenvolvimiento histórico
Al igual que todos los pueblos, Saposoa tiene su historia, la que nos permite conocer su origen y la importancia de sus moradores que a través del tiempo se interesaron por el progreso de su tierra natural.
Según restos antropológicos y etnológicos, encontrados a lo largo y ancho del suelo y subsuelo del distrito, podemos afirmar sin temor a equivocarnos, la existencia del antiguo pueblo de "Saposoa", desde tiempos inmemoriales. En 1.552, después de las sublevaciones que realizó en el Cuzco el capitán don Francisco Hernández Girón, fue condenado a realizar la expedición de los chunchos (indios naturales) que poblaban la región Marañónica de la selva. Es entonces que en 1.559, había un vivo interés por descubrir el "Dorado", la "Canela" y los "Marañones" que se ubicaba en la región habitada por los Omaguas (tribu selvática) y con este objeto marchó la expedición al mando de Pedro de Ursúa, Juan Vargas, Ortiz de Velasco, Lope de Aguirre y otros.

### Villa Vereda de Santa Cruz de Saposoa
Esta expedición siguió el curso del riachuelo de Porotongo hasta su desembocadura en el río Saposoa, para más tarde proseguir hasta el Huallaga. En esta ocasión, o sea el 3 de mayo de 1559 fue fundado por don Pedro de Ursúa, el pueblo que según aseveraciones se hallaba a tres días de camino al norte de la actual ciudad, a orillas de un lago "Santa Cruz", hoy "Sapo Perdido", posición muy distinta al actual Saposoa.
Posteriormente este pueblo antiguo desapareció por haber sido encantado; algunos pobladores que se salvaron de esta hechicería, bajaron en balsas con dirección al sur, llegando a un valle llamado Palmira, donde vivieron algunos meses; de este sitio se retiraron porque hacía imposible la vida unos insectos nocivos llamados Ronzapa y Tábanos.
Pero habiendo ya llegado a una laguna que le dieron por nombre Cocha Grande, la misma que servía de collpa (sitio de baño) de animales silvestres, se resolvieron establecerse, fundando la floreciente y progresista actual Saposoa, con el nombre de Villa Vereda de Santa Cruz de Saposoa, en 1.668, acto seguido en ceremonia especial, nombraron las autoridades principales.
El Rey de España, por Real Cédula expedida el 15 de julio de 1802, al segregar el Virreinato del Perú entre otros consideró al Huallaga en ella; así como al erigir al obispo correspondiente, con sede en Jeberos, se incluyó en él también el Huallaga con su capital Saposoa, que pertenecía a la Propaganda de Fide de los misioneros de Ocopa.

### Elevación a la categoría de Distrito.
Este distrito fue creado por Simón Bolívar en 1825. El gran Mariscal Castilla, lo consideró legalmente en la ley de elecciones municipales el 2 de enero de 1857.

### Elevación a la categoría de Capital Provincia.
Saposoa, como capital de la Provincia de Huallaga fue reconocido por el decreto del 17 de febrero de 1866 por Ley 11 de septiembre de 1866, con los distritos de Tarapoto, Catalina, Sarrayacu, Lamas, Saposoa, Juanjuí, Pachiza, y Tingo María.
"El Independiente" Año V.- Iquitos, 28 de julio de 1898.
Muy pronto Saposoa que por entonces era uno de los distritos, alcanzó un desarrollo considerable siendo tomado en cuenta por los políticos y por Ley del 25 de noviembre de 1876, eleva a Saposoa a la categoría de capital de la Provincia de Huallaga, al que esta misma Ley, elevó al rango de ciudad.
(Esto significa que era capital provincial de más de la mitad del departamento, incluyendo además una provincia (Leoncio Prado - Tingo María) del actual departamento de Huanuco).

## Autoridades

### Municipales
- 2019 - 2022[3]
  - Alcalde: Carlos Miguel Ramírez Saldaña, de Vamos Perú.
  - Regidores:

  1. Nolvin Sajami Ruiz (Vamos Perú)
  2. Víctor Hugo Recuenco Huamán (Vamos Perú)
  3. Américo Herrera Manchay (Vamos Perú)
  4. Sofía Sandoval Ramírez (Vamos Perú)
  5. Milagros Safra Pérez (Vamos Perú)
  6. Roger Navas Ruiz (Acción Popular)
  7. Julia Ysabel Díaz Solano (Alianza para el Progreso)

## Turismo
Viajar a Saposoa es disfrutar de hermosos lugares turísticos y la más exquisita aventura culinaria que nos permite degustar platos típicos de la región, apetecidas por todos los que visitan la hermosa ciudad de Saposoa.
En cada lugar que visite será atendido por gente amable y alegre que cautiva a propios y visitantes.
El Gran Saposoa, es un complejo arqueológico escondido entre la espesa vegetación de la selva de la región San Martín en Perú.
El Gran Saposoa habría sido edificado entre los siglos VII y VIII después de Cristo y es la más antigua conocida hasta ahora de la cultura de la selva de Perú.
El Gran Saposoa es toda una metrópoli de piedras amurallada que existió hace unos 1300 años en la selva de Perú.
La metrópoli conformada por cinco ciudadelas pre-incas, fue hallada durante una tortuosa expedición de casi un mes.
Según cálculos preliminares, la metrópoli del Gran Saposoa habría albergado a 6000 y 10000 habitantes que vivían generalmente de la agricultura a unos 2800 metros sobre el nivel del mar.
Es una ciudad de aproximadamente 100 kilómetros cuadrado con varios sitios y campamentos en piedra labrada y murallas de hasta 10 metros de alto.
Dentro del campamento además se encuentra un antiguo campamento inca, que demuestra fehacientemente que la cultura Chachapoyas fue conquistada después por el imperio incaico.
El imperio incaico en su apogeo logró dominar desde el sur de Colombia y Ecuador hasta el norte de Chile entre los años 1300 y 1500 DC
Otra ciudadela rodeada por la convergencia de tres ríos se ubica encima de una montaña “Partida” por una gran avenida de hasta 5 metros de ancho y que divide el conjunto habitacional en dos zonas: El Oeste con el Este.
Las características de las viviendas son redondas y de hasta tres niveles con pequeñas ventanas.

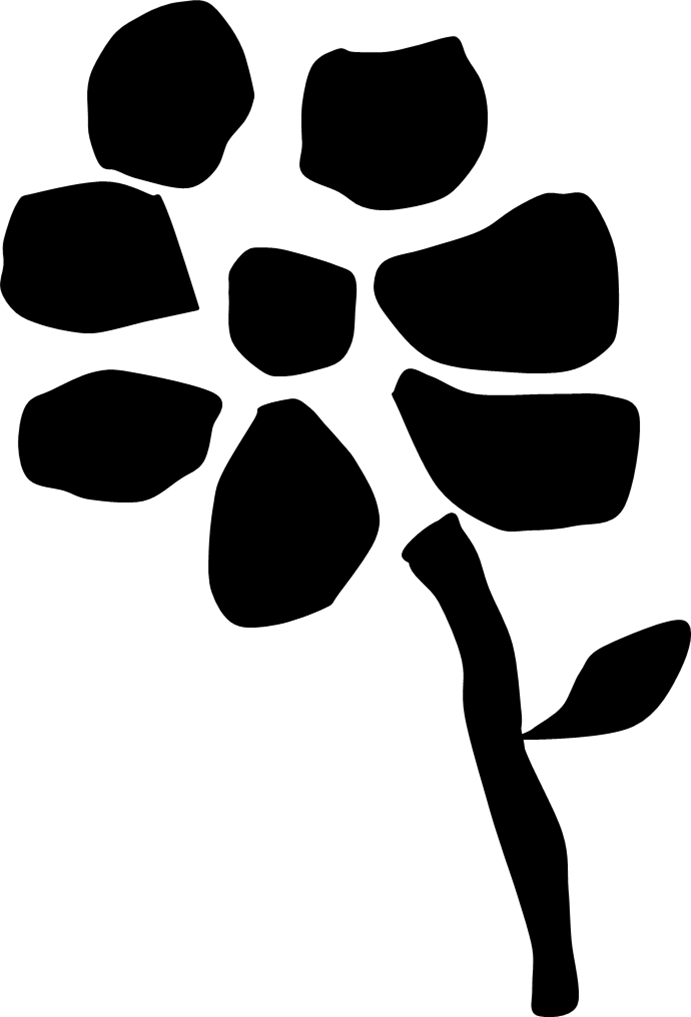
La imagen de una flor plasmada en el petroglifo de siracuna, a 10 min en moto lineal de Saposoa,carretera a alto saposoa

### Tela de Araña
Se ubica en la quebrada de Shitari, comprensión del distrito de Alto Saposoa, tiene una especial característica porque las aguas salen por debajo de las rocas que atraviesan 6 m de ancho de la quebrada; las aguas al caer en una altura aproximada de 20 metros, se expanden dando la forma de una tela de araña y forman burbujas que con los rayos solares producen el arco iris; lo descubrieron cazadores y pescadores del lugar; abunda piedra caliza, vegetación y animales silvestres, loros, tucanes, monos y otros. Medios de acceso
Medios de acceso
Tipo: Terrestre
Medio: Taxi
Distancia en k.m. desde: Yacusisa- Quebrada Shitari 4 km
Tiempo: 15 Mn
Estacionalidad.:Todo el año

### Cataratas de Paima
Se presenta en la región natural de la Selva, a una altitud de 820 m s. n. m. y a 150 m el caserío de Yacusisa, siendo la altura de la catarata de 66 m, conformada por tres saltos de agua.
El primero de 11 m, el segundo de 15 m, y el tercero de 30 m, en forma ascendente, con aguas cristalinas que descienden de un cerro elevado por entre rocas y vegetación propia del lugar. Toda la estructura es roca sólida y piedras grandes sueltas, abunda la “Amacisa” planta de la familia de las Orquídeas, flor blanca aromática, especies maderables, medicinales y tóxicas.
Pueblan loros, tucanes, monos, añujes, carachupas, venados y otros animales menores que circulan el ambiente.
'Medios de acceso
Tipo: Terrestre
Medio: Taxi
Distancia en k.m. desde: Saposoa – Yacusisa 29 km
Tiempo: 45 Mn
Estacionalidad.:Todo el año
Actividades desarrolladas en el atractivo
Observación de flora, tomas fotográficas y filmaciones, recolección de especies aromáticas y ornamentales para maceteros, baño a presión de agua.

### Caídas de agua de Shima
Se presenta en la región natural de la Selva Peruana, a una altitud de 1750 m s. n. m. y a 350 m del caserío de Shima, con una altura total de 30 m; con tres saltos ligeramente inclinados de 4 m, 9 m y 17 m en forma ascendente; el agua es cristalina en verano y de color barroso con las lluvias. El primer salto forma espumas blancas, el segundo atraviesa una gruta de rocas filtrantes con temperatura fría de 17 °C y el tercero es un chorro abundante de 2 m. Diámetro y 10 m. De profundidad.
La base es rocosa cubierta de vegetación corta y alta en las márgenes de la quebrada. La flora es exuberante, con especies nativas, maderables, palmeras y variedades de orquídeas.La fauna es escasa, pueblan loros, monos, añujes, picuros y aves menores.
'Medios de acceso
Tipo: Terrestre
Medio: Taxi
Distancia en k.m. desde: Saposoa – Bocatoma 9 km
Tiempo: 15 Mn
Estacionalidad.:Todo el año
Actividades desarrolladas en el atractivo
Visitas, observación de flora, baños de espuma, tomas fotográficas y filmaciones.

### Cueva de Almendras
La caverna tiene una estructura de piedras rectangulares medianas en la entrada, con una puerta de 1, 80m de alto por 1.50 m de ancho, que nos permite ingresar mediante graderías de 1m de ancho y 30 cm de alto constituidas de piedra.
El interior tiene forma ovalada con una altura de 11m y 45m de longitud, angular en la base y oval en el techo, con predominio de arcilla, hay formación de depósitos; estalactitas y estalagmitas con formas de columnas torneadas, aves y figuras humanas, hay presencia de agua subterránea que aparece en un corto tramo de 1m; habitando peces desnudos muy pequeñitos y sin ojos desarrollados.
La caverna se ramifica en 4 túneles que se estrechan en su longitud y no permiten el acceso; no hay ningún peligro, ni presencia de vegetación y fauna, es totalmente oscura en el interior y a partir del trasluz.
'Medios de acceso
Tipo: Terrestre
Medio: Taxi
Distancia en k.m. desde: Saposoa – Almendras 15 km
Tiempo: 45 Mn
Estacionalidad.:Todo el año, excepto en los meses de enero, febrero y marzo.
Actividades desarrolladas en el atractivo
Visita, observación de flora, recolección de especies forestales medicinales ( semillas, raíces, cortezas) tomas fotográficas y filmaciones de paisajes.

### Laberintos de Shima
La puerta principal de entrada es ovalada, con 1.50 m de altura y 3 m de ancho, el interior alcanza a 7 m de altura por 5 m de ancho, con una longitud de aproximadamente 150 m recorridos sin luz.
El piso y las paredes están constituidos de material rocoso, sin presencia de depósitos, ni cursos de agua internos. Existen cinco entradas interiores a los laberintos sin riesgo. No hay presencia de vegetación ni fauna, pero si hay humedad y barro en el piso.
La visita se facilita con montaraces del lugar, que conocen el área exterior e interior.
Desde la parte alta se divisan lugares paisajísticos muy hermosos
Medios de acceso
Tipo: Terrestre
Medio: Taxi
Distancia en k.m. desde: Saposoa – Bocatoma 9 km
Tiempo: 15 Mn
Estacionalidad.:Todo el año
Actividades desarrolladas en el atractivo
Observación de la flora, escalada en roca, acceso a los laberintos, tomas fotográficas y filmaciones.

### Aguas Termales
Está ubicado en la región natural de la selva, a 272 m s. n. m. y a 80 m sobre el pueblo de Sacanche, a la margen derecha de la quebrada de Sacanche y de la carretera marginal de la selva, en el tramo Sacanche – Juanjui.
La temperatura del agua es de 40 °C, con presencia de aguas fluviales disminuye a 35 °C y menos.
El agua es limpia y transparente, con ligero olor sulfuroso y leve sabor salino, con presencia de vapor por las mañanas y por las noches.
En las cercanías existen minas de sal, yeso, zinc y azufre. No hay instalaciones, más que una tina natural de forma circular con 6 m de diámetro y 60 cm de profundidad.
Medios de acceso
Tipo: Terrestre
Medio: Taxi
Distancia en k.m. desde: Sacanche – San Marcos 3 km
Tiempo: 5 Min
Actividades desarrolladas en el atractivo
Caminata, visita, observación topográfica, baños termales, tomas fotográficas.
Estacionalidad.
Todo el año, preferentemente en los meses de abril a septiembre.

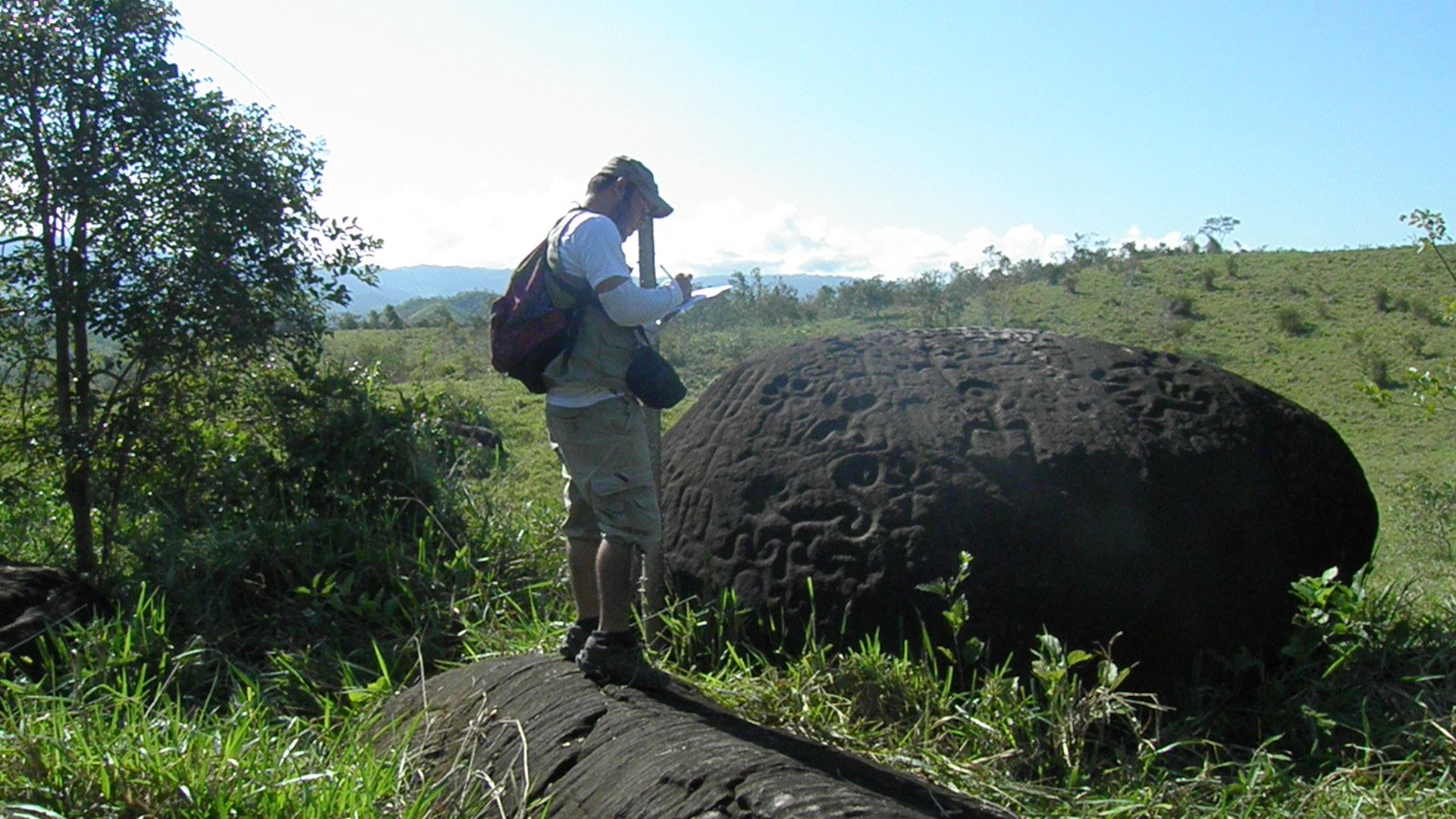
SAPOSOA

### El Mirador
Se ubica a la margen izquierda del río Huallaga, en la localidad de Tingo de Saposoa.
El acceso se hace a pie y es libre, teniendo como puntos de interés: la naturaleza rocosa del sitio, el amplio campo visual de paisajes de todo tipo, con temas de bosques, río, área urbana, cielo, plazas, canoas y balsas, puentes, fundos, etc. no cuenta con instalaciones.
Medios de acceso
Tipo: Terrestre
Medio: Taxi
Distancia en k.m. desde: Plaza – Sitio 0.10 km
Tiempo: 2 min

Actividades desarrolladas en el atractivo
Caminata, visita, tomas fotográficas y filmaciones, observación de flora.
Estacionalidad.
Todo el año.